# Jesus är min högsta glädje
Jesus är min högsta glädje är en psalm med text skriven 1901 av norske frälsningsofficeren Thorwald Löwö. Svensk text skriven 1984 av Karin Hartman. Musik av Thoro Harris.
Texten är upphovsrättsligt skyddad.

## Publicerad i
- Psalmer och Sånger 1987 som nr 378 under rubriken "Fader, Son och Ande - Jesus, vår Herre och broder".[2]
- Segertoner 1988 som nr 363 under rubriken "Fader, son och ande - Jesus, vår Herre och broder".[1]
- Frälsningsarméns sångbok 1990 som nr 571 under rubriken "Erfarenhet och vittnesbörd".